# Aname pyroensis
Aname pyroensis (лат.) — вид пауков рода Aname из семейства Anamidae (Mygalomorphae). Эндемик Австралии.

## Описание
Пауки среднего размера, длиной около 1,5 см, красновато-коричневые (брюшко серовато-коричневое). Самцов A. pyroensis можно отличить от всех видов, для которых известны самцы, кроме A. aurantella и A. gilbertensis по умеренному или крупному размеру тела (длина карапакса > 4,0 мм), наличию короткого эмболюса (длина эмболюса / длина бульбуса < 1,5), который постепенно изгибается, треугольной голенной шпоры (а не более дигитовидной), голенного мегашипа умеренной длины (длина мегашипа / длина голени 0,25—0,3) и коротких колючих волосков вдоль ретролатерального края асетозной впадины на голени пальпы. Самцов A. pyroensis можно отличить от самцов A. aurantella по наличию более извилистого метатарзуса I, с более длинной проксимальной выемкой (длина выемки / длина метатарзуса ~0,5). Самцов A. pyroensis можно отличить от самцов A. gilbertensis по наличию более тонкого, прямого эмболюса. Самки A. gilbertensis неизвестны.

## Таксономия и этимология
Вид был впервые описан в 2025 году австралийскими арахнологами Джереми Уилсоном с коллегами. Включён в состав видового комплекса Aname aurantella-complex, который включает три описанных вида: A. pyroensis, A. aurantella и A. gilbertensis. Видовое название «pyroensis» — это латинское прилагательное, означающее «рождённый в огне», относящееся как к огненной окраске голотипа этого вида, так и к типовому местонахождению, которое находится вблизи лавовых трубок Ундара (Undara Lava Tunnels).

## Распространение
Австралия (штат Квинсленд).